# Голова (телесеріал)
«Голова» (англ. The Head) — іспанський телесеріал у жанрі детектив, режисером якого є Хорхе Дорадо. Серіал виведено на екрани 12 червня 2020 року.
Перший сезон складається з 6 серій. Другий сезон, який також включає в себе 6 серій, випустили у грудні 2022 року.

## Сюжет
У науково-дослідній станції «Полярис VI», яка знаходиться на Південному полюсі, розміщується група досвідчених учених. Коли наступає антарктична зима, вони займаються спостереженнями та інноваційними розробками, здатними відіграти найважливішу роль у безкінечній боротьбі з регулярними кліматичними змінами. Голова команди - відомий біолог Артур Уайлд.
Через пів року, на базу повертається її керівник Йохан Берг і знаходить там лише мертвих вчених. Розслідування, що було попереду,  показує, що двоє зникли безвісти. Не дивлячись ні на що, Йохан намагається знайти свою дружину Аніку, яка разом з іншими залишилася на зиму, але основним його завданням є затримання злочинця. На жаль, він розуміє, що вона може бути в руках того вбивці-інкогніто, який ховається на території бази.
Невдовзі, Йохан і його команда все-таки знаходять двох людей, що вижили — молодого лікаря Меггі, який перебуває у шоковому стані, а також відомого біолога. Під час розслідування йому доведеться розкрити деталі всього, що сталося, і зрозуміти, що усі злочини мають початок у далекому минулому.

## У ролях
- Лаура Бах - Анніка Берг
- Олександр Віллауме - Йохан Берг
- Ріхард Заммель - Ерік Остерланд
- Кетрін О'Донеллі - Меггі Мітчелл
- Джон Лінч - Артур Вайлд
- Сандра Андреіс - Ебба Ульман
- Ганнем Фолін - Гус
- Альваро Морте - Рамон
- Томохіса Ямасіта - Акі Кобаясі
- Олівія Морріс - Рейчел Руссо
- Мо Данфорд - Алек Куртц
- Юсефін Нельден - Емі.
- Ховік Кеучкерян - Чарлі.
- Таня Ватсон - Еріка Фішер
- Кардо Раццаці - Кім
- Нора Ріос - Глорія.

## Список епізодів

### 1-й сезон
| 1 серія. Взимку антарктична дослідницька станція "Поляріс VI" готується до довгої полярної ночі, а літня команда повертається додому. Через шість місяців занепокоєний Йохан повертається на базу. Коли він заходить на базу, його гірші кошмари підтверджуються, — він знаходить там сім мертвих учених, два зниклі безвісти... і лише одного, хто вижив. |
| 2 серія. Навколо бази вибухає сильна буря, і пошуки Аніки, дружини Йохана, доводиться припинити. Йохан тисне на Меггі, щоб та згадала, що сталося після смерті Майлза. У пошуках слідів і доказів біля бази Меггі згадує, що бачила, як Нільс ховав у снігу свою закривавлену пилку, що стає гачком для розслідування.                                     |
| 3 серія. Спеціальна група вчених із різних країн відповідає за підтримку роботи полярної дослідницької бази під час довгих ночей. Але в один момент станція раптово перестає спілкуватися із зовнішнім світом. |
| 4 серія. Артур виявляє, що тіло, яке вони знайшли похованим у снігу, не належить нікому з бази Поляріс VI. Скоріше за все, це член команди, яка зазнала невдачі. |
| 5 серія. Повернувшись на Полярис V, команда не знайшла шуканих радіодеталей. Але Меггі наполягла на тому, щоб доставити знайдене тіло назад на Полярис VI. Вона сказала, що цей вчинок був би гідним, але насправді вона хотіла б провести розтин. |
| 6 серія. Після визнання в тому, що трапилося на базі, Аніка наполягає на тому, щоб перевезти всюдихід до канадської бази і попросити там про допомогу. На думку Аніки, можливо, це і самогубна витівка, але це правильне рішення, яке дасть хороший результат.                                                                                             |

### 2-й сезон
| 1 серія. Артуру Уайлду, перебуває під судовим слідством через звинувачення у багатьох вбивствах, вдається втекти з-під охорони. У цьому злочині йому допомагає таємна організація, яка переправляє його на тихоокеанське суховантажне судно «Олександрія», де він продовжує свої дослідження. До того ж , жорстоко вбито біолога Ковальські.                                                                   |
| 2 серія. Вчені усе беруть у свої руки і намагаються розкрити таємницю вбивства свого колеги. Зак не встигає оприлюднити результати ДНК, яке було знайдене на місці злочину, як він раптово зникає. Олівія посилює пошуки вченого. Усі думають, що він опинився за бортом, адже сліди його зникнення ведуть на палубу.                                                                                          |
| 3 серія. Уальд дуже сумнівається в Емі, адже він впевнений, що на борту знаходиться «крот», який намагається привласнити його дослідження собі. На Олівію нападають, і в результаті вона бореться за своє життя. Вчені досліджують ДНК та виявляють, що вбивцею Ковальські є Чарлі. |
| 4 серія. Після того, як Чарлі звинуватили у вбивстві, він повністю втрачає над собою контроль і продовжує вбивати членів екіпажу судна. Глорія підозрює у вбивстві Ковальського самого Уайлда і приходить до його каюти. Там вона знаходить деякий доказ, але він є недостатнім для звинувачення. Артур застає її під час її розслідування, і застрелює її з пістолета, який йому дав Алек.                    |
| 5 серія. «Кротом» виявляється Емі, яка відповідальна за зрив та саботаж експериментів. Ще одного вченого знаходять мертвим. Таємна організація викрадає Меггі, яка полює на Артура. Чарлі навмисно виводить двигун судна з ладу. |
| 6 серія. Кім і Еріка намагаються відремонтувати і перезапустити двигун, який зламала Чарлі, але помирають при цьому від великої кількості вуглекислого газу. «Олександрія» втрачає хід, і вчені вирішують сісти в рятувальну шлюпку і попрямувати на зустріч з японським судном, яке, на щастя, відповіло на їх сигнал «SOS» і рухається до них. Але у шлюпці, вони залишаються наодинці зі справжнім убивцею. |